# NEG T4
De T4 is een diesel motorwagen voor het regionaal personenvervoer van de Norddeutsche Eisenbahngesellschaft Niebüll (neg).

## Geschiedenis
De Österreichische Bundesbahnen gaf in 1983 aan Jenbacher Werke opbracht voor de bouw van nieuwe diesel treinen naar voorbeeld van de Duitse BR 627 De eerste trein werd in juni 1987 op een rit tussen Jenbach en Rosenburg am Kamp aan de vakpers gepresenteerd. In enkele treinen worden twee Intercity koerswagens van de Deutsche Bahn (DB) meegenomen.

## Constructie en techniek
Het treinstel is van een schoefkoppeling voorzien. De treinen werden geleverd als motorwagen met hydraulische transmissie. Deze treinen kunnen tot drie stuks gecombineerd rijden. De treinen zijn uitgerust met luchtvering.

## Treindiensten
De treindienst wordt door Norddeutsche Eisenbahngesellschaft Niebüll (neg) ingezet op het traject:
- Niebüll - Dagebüll haven
- Niebüll - Tondern, tegenwoordig uitgevoerd door de Nord-Ostsee-Bahn (NOB) met treinen van het type NE 81